# Arte senegalese
L'arte senegalese è l'arte prodotta in Senegal. Oltre a pittura, scultura, fotografia, installazioni, performance e video, l'arte tessile e la pittura su vetro "sour verre" sono tecniche presenti nell'arte senegalese. I movimenti, i collettivi di artisti e le politiche culturali presidenziali hanno avuto un ruolo molto importante nel far conoscere l'arte senegalese nel mondo. La città di Dakar è un centro propulsore della vita artistica del paese; la Biennale di Dakar è uno dei suoi più noti eventi d'arte.

## Artisti, collettivi e movimenti
È importante menzionare l'École de Dakar.
Si possono ricordare Fodé Camara (1958), El Hadji Mansour Ciss (1957, Senegal/Germania), Félicité Codjo (1957), Viyé Diba (1954), Mamadou Dieng (1955), Moustapha Dimé (1952-1998)1, Anta Germane Gaye (1953), Ibrahima Kebe (1955), Ousmane Ndiaye Dago (1951), Mouhamadou Mbaye Zulu (1954) e il movimento Sét Sétal.
Tra gli artisti più giovani si possono ricordare Amadou Camara Guèye (1968), Ndary Lô (1961), Mamadou Ndoye Douts (1973), Mamady Seydi (1970), Soly Cisse (1965), Gabriel Kenzo Malou (1967), Ibrahima Niang (1976), Adams O’Connor (1975), Henri Sagna (1973) e Amadou Kan Si.
Tra i principali artisti senegalesi si possono ricordare Iba N'Diaye, Papisto Boy, Anta Germane Gaye, Ismaïla Manga, Cheikhou Bâ, Soly Cissé, Félicité Codjo, Mouhamadou Di, Ousmane Karessy Diédhiou, Khalifa Ababacar Dieng, Moustapha Dimé, Cheikh Diouf, Papa Oumar Fall, Balthazar Faye (che vive in Francia), Anta Germaine Gaye, Amadou Camara Guèye, Ibrahima Kébé, Ndary Lô, Amadou Makhtar Mbaye, Gabriel Kemzo Malou, Mohamadou Ndoye, Ibrahima Niang, Modou Niang, Serigne Mor Niang (che vive in Austria), Bassirou Sarr (che vive in Germania), El Sy, Ousmane Sow e Momar Seck (che vive e lavora a Ginevra-Svizzera). Tra i principali fotografi si possono ricordare Mama Casset, Salla Casset, Meïssa Gaye, Mix Gueye, Adama Sylla, Alioune Diouf, Doro Sy, Doudou Diop, Oumar Ly e Matar Ndour.

### Arte popolare e pittura su vetro
In Senegal l'arte popolare continua a svilupparsi anche dopo l'indipendenza del paese, ed in particolare la tecnica della pittura su vetro suscita l'interesse di collezionisti. Due artisti senegalesi – Serigne Ndiaye e Mamadou Gaye – collezionano pittura su vetro e danno un impulso decisivo alla valorizzazione e allo sviluppo di questa tecnica. La pittura su vetro – detta fixé-sous-verre o souwères – appare in Senegal alla fine dell'Ottocento ed è utilizzata per rappresentare motivi religiosi islamici, storie e miti. Con il tempo si inseriscono tra i temi ricorrenti anche immagini di bellezze femminili e scene di vita quotidiana. Alcuni artisti emergono per la qualità delle loro opere, tra i quali Gora M’Bengue (1931-1988), Modou Fall, Mor Gueye e Alexis N’Gom. I souwères sono stati esposti al Villaggio della Biennale durante la Biennale di Dakar; nel 1998 il Centro Culturale Francese di Dakar ha ospitato una mostra curata dall'artista e collezionista Serigne Ndiaye e nel 2002 l'opera di Gora M’Bengue è stata oggetto di un'esposizione retrospettiva allestita alla Galleria nazionale di Dakar.

## Politica culturale senegalese
Il presidente Léopold Sédar Senghor e la sua politica culturale ha avuto un ruolo centrale nel favorire e influenzare l'arte e la cultura contemporanea in Senegal. Il suo ruolo è al centro nella nascita dell'École de Dakar e nel 1966 è il promotore del primo Festival Mondial des Arts Nègres, durante il quale viene organizzata l'esposizione d'arte contemporanea africana Tendances et Confrontations. Durante il governo di Senghor alcuni artisti si esprimono liberamente, senza adattarsi ai dettami dell'Ecole di Dakar, della Negritudine e del presidente. La mancanza o lo scarso supporto statale limita però e rende molto difficile la loro partecipazione ad esposizioni. Uno degli artisti noti per aver seguito un percorso indipendente è Papisto Boy.

## Istituzioni culturali
Tra le principali istituzioni culturali del Senegal vanno ricordate le scuole (Scuola d'arte di Dakar), i musei (tra i quali il Museo dell'IFAN e il Museo Dynamique fino al 1988). Hanno ospitato esposizioni anche il Centro Culturale Blaise Senghor e la Casa della Cultura Douta Seck.

### Gallerie
In particolare la città di Dakar è sede di gallerie che promuovono e vendono arte senegalese. Tra le gallerie si possono ricordare la galleria 4 Vents (55 rue Félix Faure - attualmente chiusa), Wiiteef-Vema (Embarcadère de Gorée – dal 1996 con il nome di Espace Vema), Art-Coiffure (avenue de la République, di fronte alla cattedrale), Lezard (33 rue Wagone Diouf), Amadou Hampaté Ba, Netti Guy 3 Baobabs (Route des Almadies), Arte (diretta da Joëlle Busy Fall – 5 rue Victor Hugo), Atiss (diretta da Aissa Djonne), Bleue di Médina (nata nel 2000 e diretta da Alassane Diop), Galleria Yassine Art (diretta da Amadou Sy Thiam - 7 allée Marinas Baie de Hann), Galleria Kemboury, (diretta da Thérèse Diatta - Canal IV, Villa n. 2) e lo Studio Eberis (diretto da Clarisse Djonne); Alioune Badara, Anne e Kalidou Kassé creano la Galerie des Artistes Réunis (immobile Ajjarm Rond Point du Point E) con l'aiuto finanziario dell'uomo d'affari Abdou Fatah Diane. 
La Biennale di Dakar - che ha proprio come obiettivo dal 1996 il sostegno al mercato dell'arte africana - è un evento che richiama ogni due anni mercanti internazionali, conservatori di musei e curatori. Le iniziative culturali sono anche sostenute dal governo senegalese, da fondazioni e da enti finanziatori esteri, tra i quali la Commissione europea ha avuto un ruolo centrale.

### Associazioni e collettivi di artisti
Il Village des Arts di Dakar ha e ha avuto un ruolo centrale come punto di incontro e centro di iniziative di artisti.
Il complesso artistico del Fort Portugais de Gorée è organizzato dall'artista Moustapha Dimé e comprende una fucina, un laboratorio di tintura e un atelier di scultura, mentre l'Atelier Céramiques Almadies (route des Almadies) è creato da Mauro Petroni e sua moglie Christine-Marie Pillot. Mamadou Fall Dabo promuove il progetto del CREAS, un centro di ricerca e di scambio artistico. Aïssa Dione apre la società di tessuti e batik nella sede della Société du Domaine Industriel di Dakar. Anche il Collège Sainte-Marie di Hann (route des Pères Maristes, Hann) promuove la cultura ed in particolare le arti visive: ha una collezione di opere d'arte senegalesi e organizza ad ogni edizione della Biennale di Dakar esposizioni e laboratori artistici per gli alunni di tutte le nazionalità.
Gie Goorgoolu (presieduto da Khalifa Dramé, Seydou Camara, Abdourahmane Dia e con 120 membri) è un movimento di artisti legato all'ecologia e nato nel 1990. Nel 1992 viene creato l'Istituto di Gorée, sotto il patronato del presidente Abdou Diouf. Il Groupe 30 – Afrique è un'organizzazione diretta da Oumar Sall; l'organizzazione ha dodici corrispondenti in dodici paesi francofoni e svolge attività di promozione culturale: sostiene i giovani artisti, dà assistenza nella creazione di dossier di presentazione, diffonde informazioni su bandi di concorsi e candidature per esposizioni e collabora con altre organizzazioni nella creazione di progetti artistici. Huit Facettes è un gruppo nato nel 1996 con lo scopo di organizzare atelier per unire la creatività a progetti di sviluppo sociale, per riconciliare l'arte con l'artigianato e per coinvolgere piccoli villaggi lontani della capitale. Fanno parte del gruppo Huit Facettes Abdoulaye N’Doye, El Hadji Sy, Fodé Camara, Cheikh Niass, Jean Marie Bruce, Mor Lisa Ba e Amadou Kane Sy (detto Kan-Si). 
Sempre nel 1996 sette artisti senegalesi si riunirono nel Gruppo AND'ART, con lo scopo di realizzare esposizioni, cataloghi, laboratori d'arte, dibattiti e scambi tra gli artisti membri e non. Fanno parte di AND'ART Sidy Seck (professore del Lycée Kennedy e responsabile della rubrica Ombres et Lumières sul quotidiano “Le Matin”), Séa Diallo (Segretario Generale del Comitato dei Residenti del Village des Arts di Dakar), Aby Gueye Dieng (professoressa d'arte al CEM Samba Gueye), Ndeye Darro Diagne (presidente dell'associazione di arte e solidarietà “Diya Art Espoir”) e i professori d'arte Lina El Makki (professoressa d'arte al Collège di Soumbédioune), Djemilatou Bikami e Aicha Dieye. AND'ART ha organizzato nel 1996 l'esposizione FU-FU alla Galleria Nazionale di Dakar; nel 2000 ha preso parte alla Biennale di Dakar affittando uno stand del MAPA. Molti degli artisti membri del gruppo vivono al Village des Arts di Dakar.
L'associazione senza scopo di lucro MAN-KENEEN-KI viene fondata da un gruppo di artisti nel gennaio del 1997, con l'obiettivo di assistere i bambini di strada e di combattere il fenomeno del vagabondaggio infantile molto diffuso a Dakar; l'associazione mostra le opere dei bambini in un'esposizione allestita durante Dak'Art 2000. Nel 1998 nasce Toile Metisse, un'organizzazione e una galleria on-line diretta da Christian Lavigne insieme al giornalista culturale Demba Silèye Dia, a Jean-François Bonnet e in cooperazione con la Francia; durante la Biennale del 2000 Toile Metisse gestisce uno spazio multimediale per gli artisti alla Casa della Cultura Douta Seck con dieci computer ed un proiettore su grande schermo. La Galleria FISA (Fondation Internationale de Synthèse Architecturale en Afrique) ha un programma di formazione e di inserimento dei giovani nel contesto urbano; questo centro è sostenuto dall'Unione Europea e da partner come la Fondazione La Caixa di Barcellona ed Enda-Tiers Monde.
Nel 2002 viene creato NiokkoBokk, un centro culturale francese curato da Sophie Rouchon, a Guédiawaye nella periferia di Dakar. Nel 2003 è aperto il centro multidisciplinare e multimediale Kër Thiossane in collaborazione con la Fondazione canadese Daniel Langlois, Artfactories (un network di centri culturali multidisciplinari) e Mains d’Œuvres (un centro multidisciplinare nei pressi di Parigi). L'associazione GAW è costituita nel 2004.

### Analisi delle istituzioni culturali senegalesi
Tra le principali pubblicazioni che analizzano le istituzioni culturali del Senegal vanno ricordate Dakar – Le Guide del 1996, la raccolta di indirizzi sull'arte africana contemporanea realizzata nel 1992 da Nicole Guez e le ricerche di Abdou Sylla sul sistema dell'arte senegalese.

## Esposizioni
L'arte senegalese è protagonista di numerose esposizioni ed il Senegal è stato ed è sede e promotore di grandi mostre internazionali. Tra queste il Festival Mondial des Arts Nègres e la Biennale di Dakar, nata nel 1990 come evento consacrato alla letteratura e dal 1992 dedicata all'arte.
1966
- Premier Festival Mondial des Arts Nègres, Dakar, dal 1966.

1973
- Salon des Artistes Sénégalais, Dakar (Museo Dynamique), dal 1973 (salone annuale). Lo stesso con il nome Salon National des Arts Plastiques.

1974
- Art sénégalais d'audjourd'hui, Parigi (Grand Palais), 26/04-24/06/1974. La stessa mostra (organizzata e sostenuta dallo Stato senegalese) con poche modifiche ha viaggiato a Nizza (Centre Artistique des Rencontres Internationales, 14/07-11/08/1074), Helsinki (Museo Tardehalli, 12/09-03/10/1974), Vienna (Kunstakademie, 12/11-12/12/1974), Stoccolma (Casa della Cultura, 15/01-23/02/1975), Roma (Palazzo Braschi, 25/04-27/05/1975), Firenze (Palazzo degli Affari, 22-26/05/1975), Bonn (Bonn Centre, 06-22/04/1976), Città del Messico (Palacio de Bellas Artes, 24/04-27/05/1979), Washington (Corcoran Gallery, 22/02-06/04/1980), Boston (Museum of Fine Arts, 22/07-24/08/1980), Roxbury (Massachusetts, Museum of the National Centre of Afro-American Artists, 20/07-24/08/1980), Hamilton (Canada, Art Gallery, 11/08-23/09/1980), Atlanta (The High Museum of Art, 06/09-19/10/1980), New Orleans (Museum of Art, 07/11/1980-04/01/1981), Québec (Museo d'Arte, 11/03-12/04/1981), Brasilia (Teatro Nacional, 08-25/11/1981), San Paolo, Brasile (Museu de Arte, 24/11-22/12/1981) e Rio de Janeiro (Museu de Arte Moderna, 07/01-05/02/1982).

1975
- Quatre artistes sénégalais, Ecole Internationale, Bordeaux, 1975.

1977
- Le Sénégal a Lagos: Deuxieme Festival Mondial des Arts Negro-Africains, Ministère de la Culture, Dakar, 1977.

1979
- Arte Contemporaneo del Senegal, Città del Messico (Palazzo dell'Arte), 1979.

1980
- Tenq, esposizioni annuali organizzate a Dakar dagli artisti dal Village des Arts (1980, 1981, 1982 e 1983).
- Contemporary Art of Senegal, Washington (Corcoran Gallery), 1980 (22/02-06/04/1980).

1981
- Art Contemporain du Sénégal, Québec (Ministero degli Affari Culturali), 1981.

1983
- Expressions nouvelles de la jeune peinture sénégalaise, Lorient e Quimper (Francia), 1983.

1985
- Kunst im Senegal Heute, Ifa Galerie, Bonn e Liebig Haus, Darmstadt, 1985.
- Ansätze – Senegalesische Kunst der Gegenwart, Iwalewa-Haus, Bayreuth, 1985.

1986
- 6 Künstler aus dem Senegal, Ifa Galerie, Bonn, 1986.

1987
- Acht Künstler aus dem Senegal, Galerie Neuheisel, Saarbrücken, 1987.
- Moderne Kunst aus dem Senegal, Städtische Galerie, Wendlingenm, 1987.

1989
- Bildende Kunst der Gegenwart in Senegal (a cura di Friedrich Axt e El Hadji Moussa Babacar Sy), Frankfurt/M, Museum für Völkerkunde, 1989.

1990
- Art contemporain du Sénégal, Paris (Grande Arche de la Fraternité), 18/09-28/10/1990. La mostra organizzata dallo Stato senegalese è poi stata allestita con poche modifiche anche in altre città (con meno diffusione rispetto alla mostra itinerante cominciata a Parigi nel 1970), tra le quali Tervuren (Musée Royal de l'Afrique Centrale, 17/11/1990-27/01/1991).

1991
- “Yala yana”, Kunst Dergenwart aus dem Senegal, Oldenburg, 1991 (24/03-21/04/1991).

1992
- Biennale di Dakar, Dakar, dal 1992.
- Fémin'Art 92, Dakar, 1992.
- V Salon National des Arts Plastiques, Dakar, 1992.

1994
- Senegal Behind Glass: Images of Religious and Daily Life, a cura di Anne-Marie Bouttiaux-Ndiaye, Prestel-Verlag, Munich e New York, 1994 (Hamburgishe Museum für Völkerkunde, Hamburg, 30/06-18/09/1994).

1995
- Céraminques à l'atelier, Ceramiques Almadies, Dakar, gennaio 1995.
- Art et Solidariété – Exposition du Rotary Club, Dakar, 1995.

1998
- Fémin'Art 98, Dakar (Museo dell'IFAN), 1998.

1999
- Arte senegalés contemporáneo, Cartagena, luglio-agosto 1999.
- Partenaires pour le social – Exposition d'oeuvres d'arts, Dakar (Sofitel Teranga), 1999.

## Collezioni
Tra le principali collezioni di arte contemporanea senegalese vi sono quelle dei musei di Bayreuth e Francoforte sul Meno.